# Lütfi Akad
Lütfi Omer Akad (Istanbul, 2 settembre 1916 – Istanbul, 19 novembre 2011) è stato un regista e sceneggiatore turco.

## Biografia
È stato uno dei nomi più importanti nel garantire che il cinema turco, rimasto fino agli anni Cinquanta sotto il dominio degli attori teatrali, diventasse indipendente dal teatro. Akad, uno dei primi rappresentanti della "Generazione dei cineasti" in Turchia, a differenza dei registi che lo hanno preceduto, ha ricercato e sviluppato il linguaggio e le possibilità uniche del cinema, e ha influenzato molti registi che lo hanno seguito con le opere da lui create e ambientate esempio per loro.

## Filmografia
- Vurun Kahpeye / Colpisci la puttana (1949)
- Lukus Hayat / Vita lussuosa (1950)
- Tahir ile Zuhre / Tahir e Zuhre (1951)
- Arzu ile Kamber / Arzu e Kamber (1951)
- Kanun Namina / Nel nome della legge (1952)
- Ingiliz Kemal Lawrense Karsi / Contro l'inglese Kemal Lawrence (1952)
- Ipsala Cinayeti / Alti Olu Var / Delitto di Ipsala / Ci sono sei morti (1953)
- Katil / Assassino (1953)
- Calsin Sazlar Oynasin Kizlar / Lasciamo suonare gli strumenti, ragazze (1953)
- Olduren Sehir / La città che uccide (1954)
- Bulgar Sadik / Il Sadik bulgaro (1954)
- Vahsi Bir Kiz Sevdim / Amavo una ragazza selvaggia (1954)
- Kardes Kursunu / Fratello Bullet (1955)
- Gorunmeyen Adam Istanbul'da / L'uomo invisibile a Istanbul (1955)
- Beyaz Mendil / Fazzoletto bianco (1955)
- Mechul Kadin / Donna sconosciuta (1955)
- Kalbimin Sarkisi / Canzone del mio cuore (1955)
- Ak Altin / Oro bianco (1957)
- Kara Talih / Fortuna oscura (1957)
- Meyhanecinin Kizi / La figlia del taverniere (1958)
- Zumrut / Smeraldo (1959)
- Ana Kucagi / La presa della madre (1959)
- Yalnizlar Rihtimi / Il molo solitario (1959)
- Cilali Ibo'nun Cilesi / La passione del lucido Ibo (1960)
- Yangin Var - Eski Istanbul Kabadayilari / C'è il fuoco - I vecchi bulli di Istanbul (1960)
- Disi Kurt / Lupa (1960)
- Sessiz Harp / Guerra silenziosa (1961)
- Uc Tekerlekli Bisiklet / Triciclo (1962)
- Unilever / Unilever (documentario, 1964)
- Bir Gazetenin Hikâyesi / Storia di un giornale (Documentario, 1964)
- Tanrinin Bagisi: Orman / Il dono di Dio: la foresta (documentario, 1964)
- Sirat Koprusu / Ponte Sirat (1966)
- Hudutlarin Kanunu / Legge sui confini (1967)
- Ana / Principale (1967)
- Kizilirmak-Karakoyun / Kizilirmak-Karakoyun (1967)
- Kurbanlik Katil / Killer sacrificale (1967)
- Vesikali Yarim / La mia metà di versatilità (1968)
- Kader Boyle Istedi / Così lo ha voluto il destino (1968)
- Seninle Olmek Istiyorum / Voglio morire con te (1969)
- Anneler ve Kizlari / Madri e figlie (1971)
- Ruya Gibi / Come un sogno (1971)
- Bir Teselli Ver / Dammi una consolazione (1971)
- Mahsere Kadar / Fino al giorno del giudizio (1971)
- Vahsi Cicek / Fiore selvaggio (1971)
- Irmak / Fiume (1972)
- Yarali Kurt / Lupo ferito (1972)
- Ormanin Ruhsal Saglikla Ilgisi / L'importanza della foresta per la salute mentale (Documentario, 1973)
- Orman Endustrisi / Industria forestale (documentario, 1973)
- Orman-Koy Iliskileri / Relazioni foresta-villaggio (documentario, 1973)
- Orman Yetistirme, Agaclandirma / Coltivazione forestale, rimboschimento (Documentario, 1973)
- Ormanlarin Ekonomik Degeri / Valore economico delle foreste (Documentario, 1973)
- Ormanlari Koruma / Protezione delle foreste (documentario, 1973)
- Ormanciligimizda Dun ve Bugun / Ieri e oggi nella nostra selvicoltura (Documentario, 1973)
- Gokce Cicek / Gokce cicek (1973)
- Gelin / Sposa (1973)
- Dugun / Il matrimonio (1973)
- Esir Hayat / Vita in prigionia (1974)
- Diyet / Dieta (1974)
- Diyet / Dieta (1975, Film Televisivo)
- Pembe Incili Kaftan / Caftano rosa perla (1975, Film Televisivo)
- Ferman / Ferman (1975, Film Televisivo)
- Topuz / Bun (1975, Film Televisivo)
- Bir Ceza Avukatinin Anilari: Isi / Memorie di un penalista: Heat (1979, Film Televisivo)
- Bir Ceza Avukatinin Anilari: Kuma / Memorie di un penalista: Kuma (1979, Film Televisivo)
- Bir Ceza Avukatinin Anilari: Emekli Baskan / Memorie di un penalista: presidente in pensione (1979, Film Televisivo)
- Bir Ceza Avukatinin Anilari: Cekic ve Titresim / Memorie di un penalista: Il martello e la vibrazione (1979, Film Televisivo)
- Dort Mevsim Istanbul, 4. Bolum: Istanbul Bir Kavgadir / Four Seasons Istanbul, episodio 4: Istanbul è una lotta (1990, Film Televisivo)
- Dort Mevsim Istanbul, 3. Bolum: Istanbul Bir Ozlemdir / Four Seasons Istanbul, Episodio 3: Istanbul è una nostalgia (1990, Film Televisivo)
- Dort Mevsim Istanbul, 2. Bolum: Istanbul Bir Sarkidir / Four Seasons Istanbul, parte 2: Istanbul è una canzone (1990, Film Televisivo)
- Dort Mevsim Istanbul, 1. Bolum: Dogus / Four Seasons Istanbul, episodio 1: Dogus (1990, Film Televisivo)